# Distretto di Hošča
Il distretto di Hošča (in ucraino Гощанський район?, Hoščans'kyj rajon) era un distretto dell'Ucraina, situato nell'oblast' di Rivne, con capoluogo Hošča. È stato soppresso in seguito alla riforma amministrativa del 2020.